# Амиразизи, Садех
Садех Амиразизи (перс. صادق امیرعزیزی‎; 1905–1992) был генералом имперской армии Ирана и политиком, трижды занимавшим пост министра внутренних дел во время правления шаха Мохаммед Реза Пехлеви. После революции 1979 года он покинул Иран и поселился в Париже, Франция. Он умер там в 1993 году и похоронен на кладбище Бехест-э-Захра в Иране.

## ранняя жизнь и образование
Амиразизи родился в Тегеране в1905 году. Его отцом был Сейед Азизулла. После получения начального и среднего образования в Тарбиатской школе он поступил в офицерский колледж. Он присоединился к армии, возглавляемой Реза Пехлеви, в октябре 1924 года в звании младшего лейтенанта и начал работать помощником Гилянского отдельного полка.
В 1941 году Амиразизи получил звание полковника и учился в Военном университете.

## Карьера
После окончания учебы Амиразизи работал в различных подразделениях армии. В 1946 году он был назначен заместителем декана офицерского училища в Тегеране, а в 1947 году ему было присвоено звание генерал-майора. Он возглавлял апелляционный суд во время судебного процесса над Мохаммадом-Вали Гарани, иранским военным, которого обвинили в планировании государственного переворота против режима Пехлеви в 1958 году. В марте 1961 года он был назначен министром внутренних дел в кабинет премьер-министра Джафара Шарифа Эмами. Он продолжал занимать тот же пост в следующем кабинете министров, который был сформирован Али Амини 9 мая 1961 года. Амиразизи был одним из четырех министров, не подписавших закон о земельной реформе от января 1962 года. Амиразизи занимал тот же пост в следующем кабинете министров во главе с премьер-министром Асадоллой Аламом и оставался на этом посту до 18 февраля 1963 года. Он был назначен государственным министром во втором кабинете Алама, который был сформирован 19 февраля 1963 г. и занимал этот пост до марта 1964 г., когда кабинет был распущен после отставки премьер-министра.
Амирази был назначен губернатором Хорасана в мае 1963 года, а затем стал заместителем главы Астан Кудс Разави, королевского фонда, который управлял святыней Имама Резы. В начале 1978 года он был назначен покровителем Астан Кудс Разави, но вскоре ушел в отставку. Амиразизи был назначен министром внутренних дел военного правительства во главе с Голям Реза Азхари.

## Дальнейшая жизнь и смерть
После революции 1979 года Амиразизи поселился в Париже и умер там в 1992 году. Он был похоронен на кладбище Бехеште Захра в Иране.

### Признание
Амиразизи был награжден орденом Испании за гражданские заслуги.